# Chironomoidea
Chironomoidea là một liên họ trong bộ Diptera, phân bộ Nematocera, cận bộ Culicomorpha. Liên họ này gồm các họ Chironomidae, Ceratopogonidae, Simuliidae, và Thaumaleidae. Một trong những đặc điểm quan trọng được sử dụng để xác định liên họ này là hình dạng miệng của ấu trùng của chúng.

## Hình ảnh

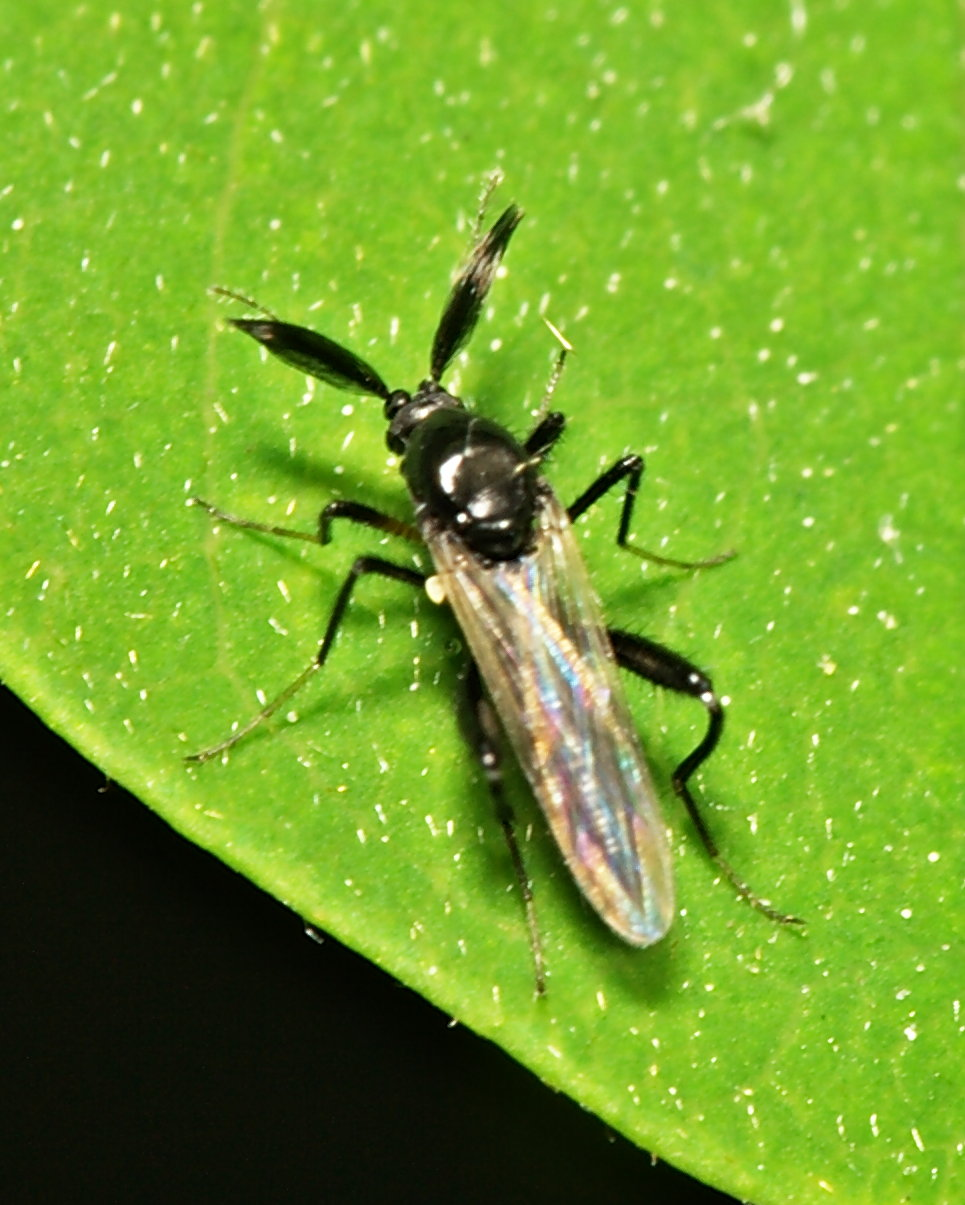